# 橋本吉郎
橋本 吉郎（はしもと よしお、俗称きちろう、1896年 - 1985年8月29日）は、日本の化学者（無機化学）。生涯にわたって15冊の化学辞典を執筆した。

## 来歴・人物
広島県豊田郡本郷村（現・三原市）に生まれる。国民中学（台湾総督府中学校第一部）から1914年に札幌の東北帝国大学予科（現・北海道大学）に進学する。その後、東北帝国大学理学部に進む。
1922年から松山高等学校 (旧制)教授。1933年から「タングステンの容量分析」を8年間行うが第二次世界大戦で中断を余儀なくされる。学制変更で愛媛大学教授（化学）となり、1949年、行政から委託され道後温泉など松山市内の温泉の化学分析を行った。1955年からは文理学部長。
「キッツァン」の愛称で親しまれ、松山高等学校柔道部の部長（顧問）を務める。橋本に柔道経験はないが、部長として全国高専柔道大会で4度優勝した。松山高等学校当時の柔道部員に宮本顕治（のちの日本共産党書記長）がいた。
一方、1949年設立の松山商科大学（現・松山大学）では開校当初から愛媛大との兼任講師として一般教養科目「自然科学概論」を教えた。
1961年に愛媛大学を退官し、名誉教授となる。
愛媛大退官後は松山東雲短期大学教授として教養課目（化学と自然科学概論）を担当した。
1969年11月、勲三等旭日中綬章を受章した。
化学（専門）辞典として初めて1万語を超えた『英独和羅化学用語新辞典』をはじめ若手教授時代から継続した執筆活動は退官後も続け、著書は30冊を超える。15冊の辞典のうちの9冊など多くの著書を三共出版から出した。最後の著書は『化学閑談―随筆』。
愛犬家で、日本畜犬協会（ジャパンケンネルクラブの前身のひとつ）愛媛支部→JKC愛媛県中央支部長を10年間務めた。九官鳥やカナリアをはじめとする鳥類、ネコ、観賞魚など動物飼育全般が趣味だった。

## 執筆した主な化学辞典
- 『英独和羅化学用語新辞典』太陽堂、1927年
- 『化学用語解説集』太陽堂、1936年
- 『欧和、和欧対訳化学用語新辞典」太陽堂、1937年
- 『和英対照化学用語解説集』太陽堂、1939年
- 『新化学用語辞典―英和和英対訳』1948年
- 『化学ドイツ語新辞典』三共出版』、1952年
- 『和英独対照化学用語の事典』啓文社、1954年
- 『和英英和新化学用語事典』三共出版、1955年
- 『英独羅日化学略語記号辞典』三共出版、1961年
- 『英日日英最新化学語辞典』三共出版、1965年
- 『英独羅日化学語大辞典』三共出版、1966年
- 『英和和英新化学用語辞典』 改稿新版』三共出版、1970年
- 『英独羅日化学略語記答辞典 増補版』三共出版、1975年
- 『新化学ドイツ語辞典』（堀内裕治と共著）三共出版、1979年
- 『英和和英新化学用語辞典 新版（堀内裕治と共著）三共出版、1986年

## その他の著書
- 『系統的受験の化学』1925年
- 『化学独逸語解釈研究』（星野通との共著）太陽堂、1932年[9]
- 『化学英語の解釈研究 』(谷野芳輝と共著）三共出版、1955年
- 『化学ドイツ語の解釈研究』 (川本正良と共著）1966年
- 『表式・定性分析』(井上譲と共著）三共出版、1974年
- 『化学閑談―随筆』 三共出版、1982年